# اسم على مسمى

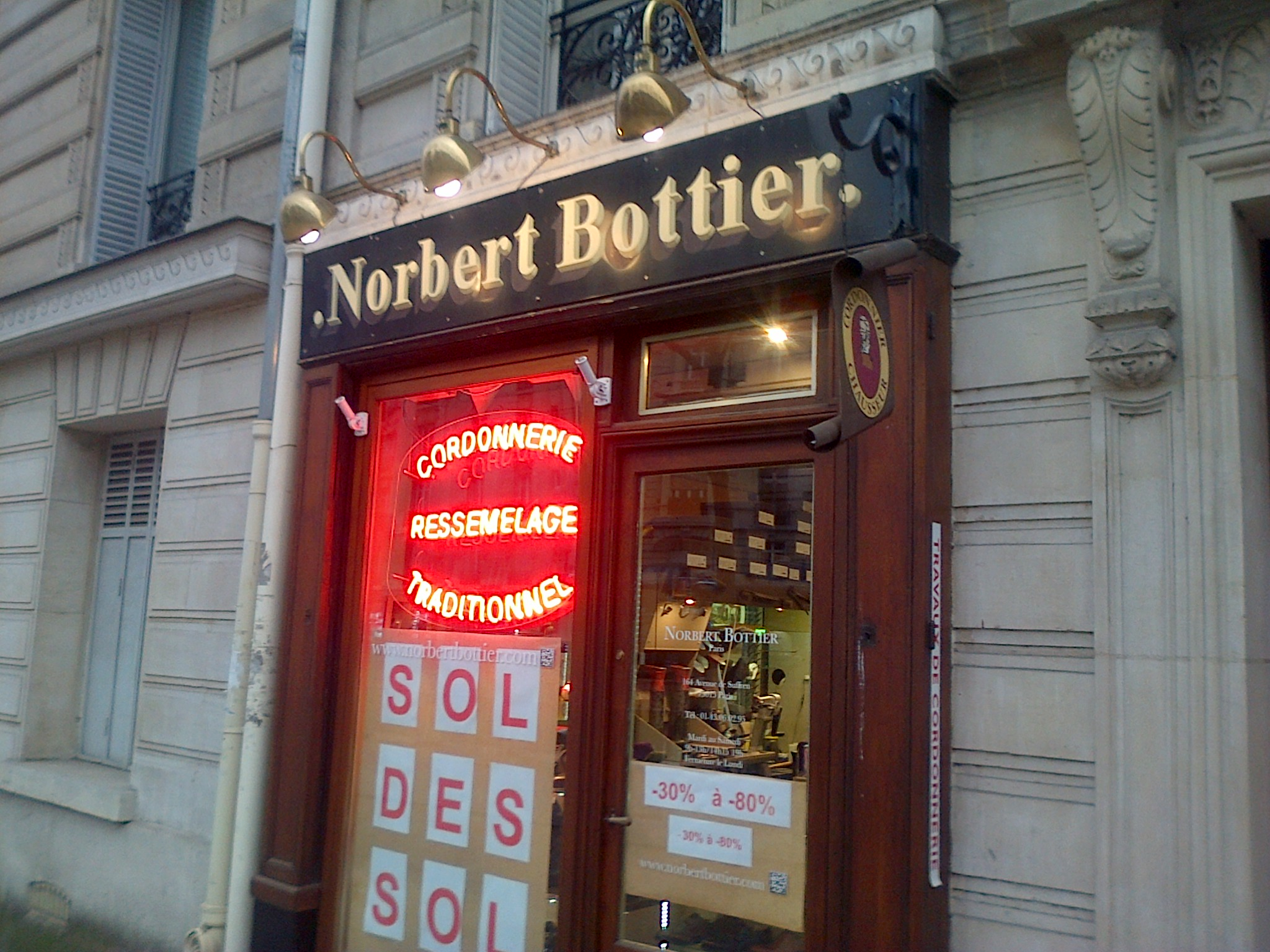

الاسم على المسمى أو الاسم الانطباقي هو الذي يصدق على صاحبه، وينطبق عليه أن مسماه يتصف بالصفة أو الطبع أو الخصلة التي يعبر عنها بذلك الاسم.
خلافا لذلك، يقال اسم بلا مسمى للاسم الذي لم يعين صاحبه، وفي تداول العامة لما لا يطابق حقيقة مسماه. أما الاسم غير المسمى فقد جعله صاحب لسان العرب تعريفا للقب، وعرفه دهخدا في كتابه بأنه الاسم الذي لا ينطبق مفهومه اللغوي على صاحبه.
يقال له أبترونيم بالإنجليزية، واللفظ مقلوب من كلمة بترونيم والتي تعني اسم الأب، قلبت تشبيها لها بكلمة أبت وتعني المناسب؛ كما يقال له كاركتونيم عند الحديث عن شخصية أدبية، وربما قيل أوونيم وهو نادر.